# エンジン空中試験
エンジン空中試験（エンジンくうちゅうしけん、FTB試験）とは、エンジンを空中飛行試験機（フライング・テスト・ベッド、flying test bed）に搭載し、実飛行条件に合わせた飛行状態で行うエンジン試験のことを云う。
日本では、C-1輸送機1号機を改造した空中飛行試験機が航空自衛隊飛行開発実験団飛行実験群にある。この空中飛行試験機を用いて、T-4中等練習機のエンジン（F3）、短距離離着陸実験機飛鳥のエンジン（FJR710/600S）、P-Xのエンジンなどの空中試験が行われた。